# Tractats Torrijos-Carter

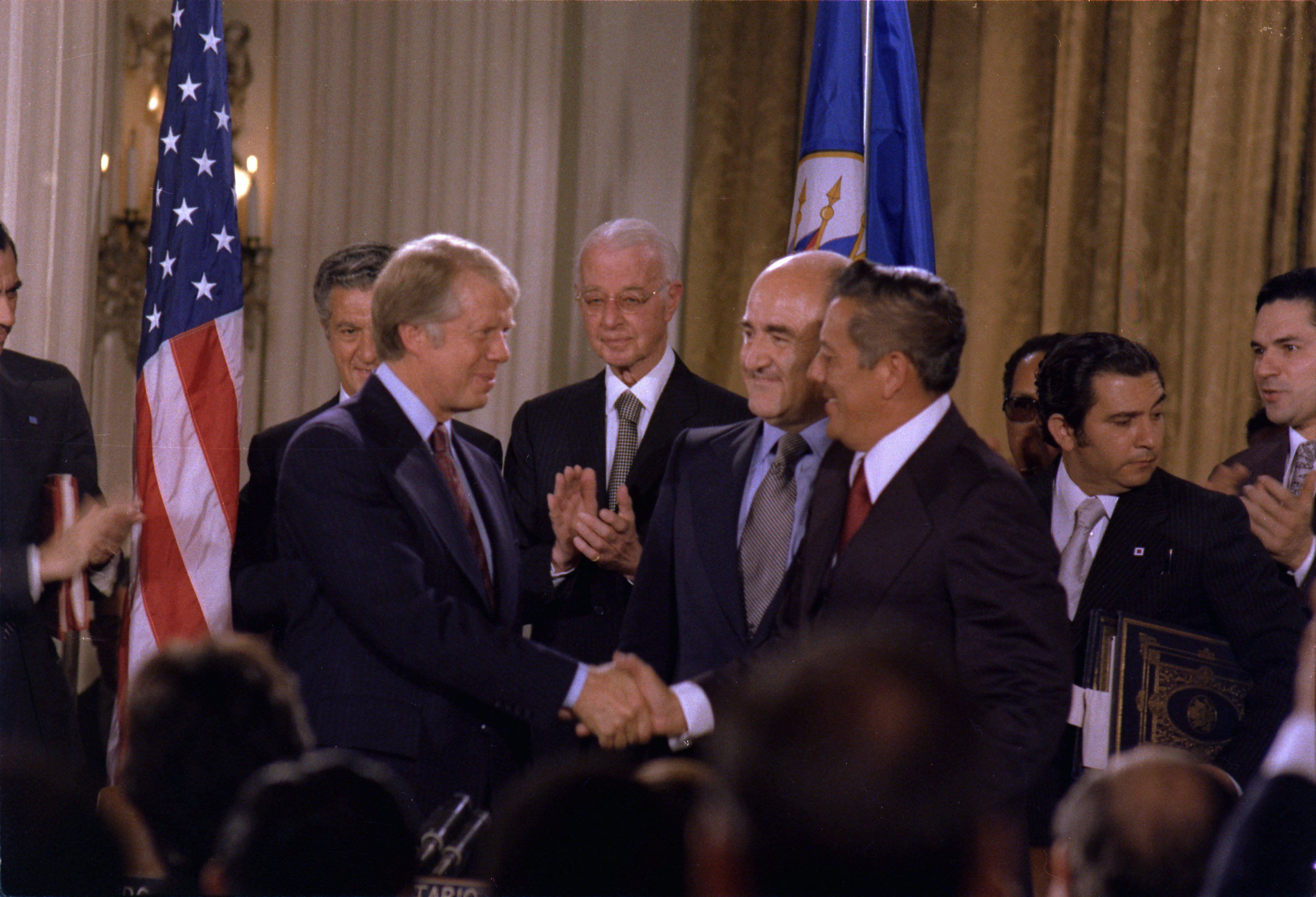
El President dels Estats Units Jimmy Carter i el General del Panamà Omar Torrijos després de signar els tractats en la seu de l'OEA.

Els tractats Torrijos-Carter i altres documents relacionats, van ser signats a Washington DC el 7 de setembre de 1977 entre Omar Torrijos (Cap de govern de Panamà) i Jimmy Carter (president dels Estats Units). Amb aquest tractats es va posar fi a la presència estatunidenca al Canal de Panamà, tornant-los al Panamà després de 96 anys d'ocupació estatunidenca. La cerimònia de la signatura es va fer a les oficines de l'OEA, on també hi van assistir presidents de Llatinoamèrica com invitats.
Posteriorment van ser ratificats, mitjançant un plebiscit a Panamà, el 23 d'octubre, i aprovats pel Senat dels Estats Units el 10 d'abril de 1978.
Els tractats estaven composts de:
- Tractat Torrijos-Carter que consta d'un preàmbul, 14 articles, un annex i una acta.
- el Tractat Sobre la Neutralitat Permanent i Funcionament del Canal de Panamà que garanteix el lliure trànsit i la neutralitat perpètua d'aquest.

La transferència definitiva de la sobirania a Panamà es va portar a terme el 31 de desembre de 1999 a migdia, hora de Panamà, durant el govern de la presidenta Mireya Moscoso.

## Resultats del plebiscit
El Tribunal Electoral de Panamà va donar els següents resultats: